# Armadillidium pardoni
Armadillidium pardoni is een pissebed uit de familie Armadillidiidae. De wetenschappelijke naam van de soort is voor het eerst geldig gepubliceerd in 1957 door Vandel.